# Monte Ortigara
Monte Ortigara je hora o nadmořské výšce 2106 m, která se nachází ve Vicentinských Alpách v provincii Vicenza, na hranici mezi Benátskem a Trentinem-Alto Adige, v severní části náhorní plošiny Altopiano dei Sette Comuni. Hora byla dějištěm krvavých bojů během první světové války.

## Poloha
Při pohledu z jižního svahu je hora nenápadná, zatímco severní svah spadá strmými stěnami do údolí Valsugana. Hora se nachází v severovýchodním sektoru náhorní plošiny Altopiano dei Sette Comuni.

## Geologie
Na Monte Ortigaře (stejně jako na ostatních částech náhorní plošiny) je rozšířen fenomén zkrasovění, který je způsoben působením atmosférických vlivů na vápencové horniny: svědčí o tom velké množství závrtů, kterými je hora poseta.

## Podnebí
Podnebí, které je v létě suché (kvůli nedostatku vody v důsledku krasovění), se stává v zimě velmi chladným a v obzvláště sněhových letech zde může napadnout až několik metrů sněhu. Mezi dolinami na jihu jižního srázu jsou někdy naměřeny teploty přesahující 30 nebo dokonce 40 stupňů pod nulou.

## Bitva u Ortigary
Monte Ortigara, na kterou již v roce 1916 zaútočila italská vojska (pod krycím názvem operace K), se následujícího roku stala dějištěm strašlivé bitvy, která vešla do dějin jako bitva u Monte Ortigara. Tato bitva se odehrála mezi 10. a 29. červnem 1917 v úseku Monte Zebio - Monte Ortigara a bylo v ní nasazeno celkem 400 000 vojáků. Během bitvy podlo mnoho vojáků, zejména na Ortigaře; v průsmyku Agnella, který byl pro italské jednotky přístupovou cestou na vrchol, se kdysi nacházel jeden ze 41 válečných hřbitovů na Altopiano dei Sette Comuni. Italové v bitvě nasadili 22 alpských praporů, 4 pěší pluky (12 praporů) a 1 pluk bersaglieri (3 prapory), aby se pokusili dobýt vrchol Monte Ortigara, který byl obsazen rakousko-uherskými vojenskými jednotkami: císařským jednotkám se podařilo operacemi s krycími názvy "Wildbach" a "Anna" zablokovat všechny pokusy o průnik nepřítele, což stálo italské jednotky obrovské ztráty. Od té doby byla hora nazývána "Kalvárií Alpinů" a v září 1920 se zde konalo první spontánní Národní alpské setkání, na němž se na vrcholu Monte Ortigara sešlo asi 2 000 lidí, aby na památku asi 20 000 padlých a raněných italských vojáků vztyčili pamětní sloup s nápisem Per non dimenticare.
Každou druhou červencovou neděli se také u kostelíka Cima Lozze nedaleko památkové zóny Ortigara koná slavnost na památku padlých, kteří přišli o život při pokusu o dobytí hory; slavnost pokračuje na vrcholu hory, u pomníků italských a rakousko-uherských padlých.

## Galerie

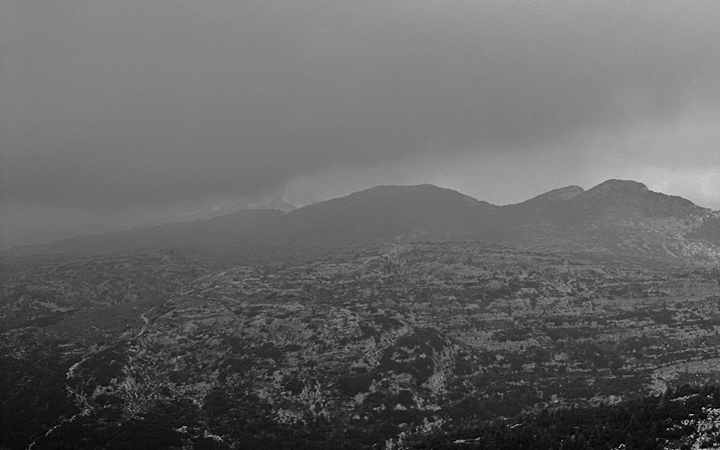
Holý vrcholek Ortigary fotografovaný z Caldiery v polovině srpna. V pozadí Cima XII.
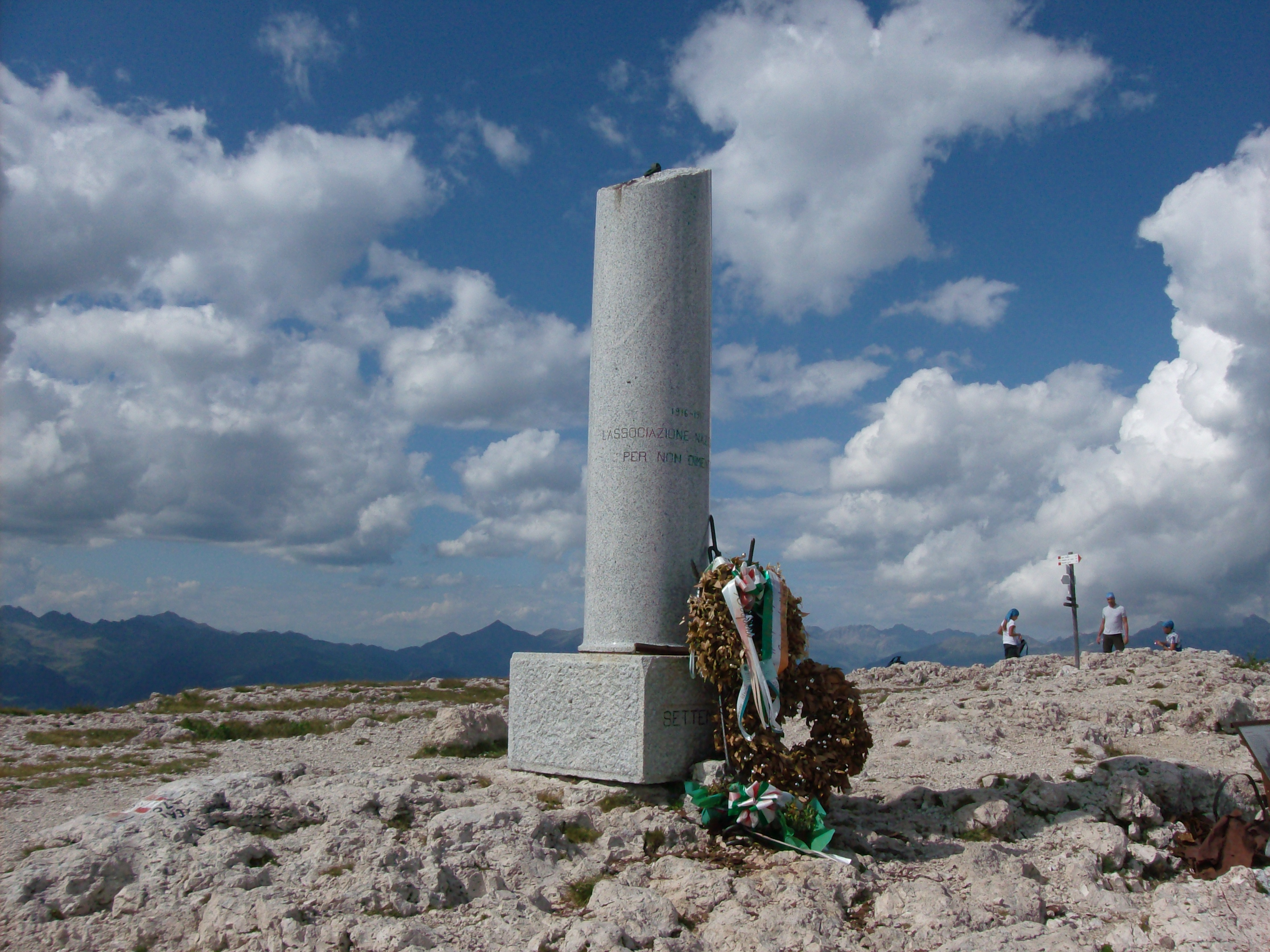
pamětní sloup na vrcholu Monte Ortigara
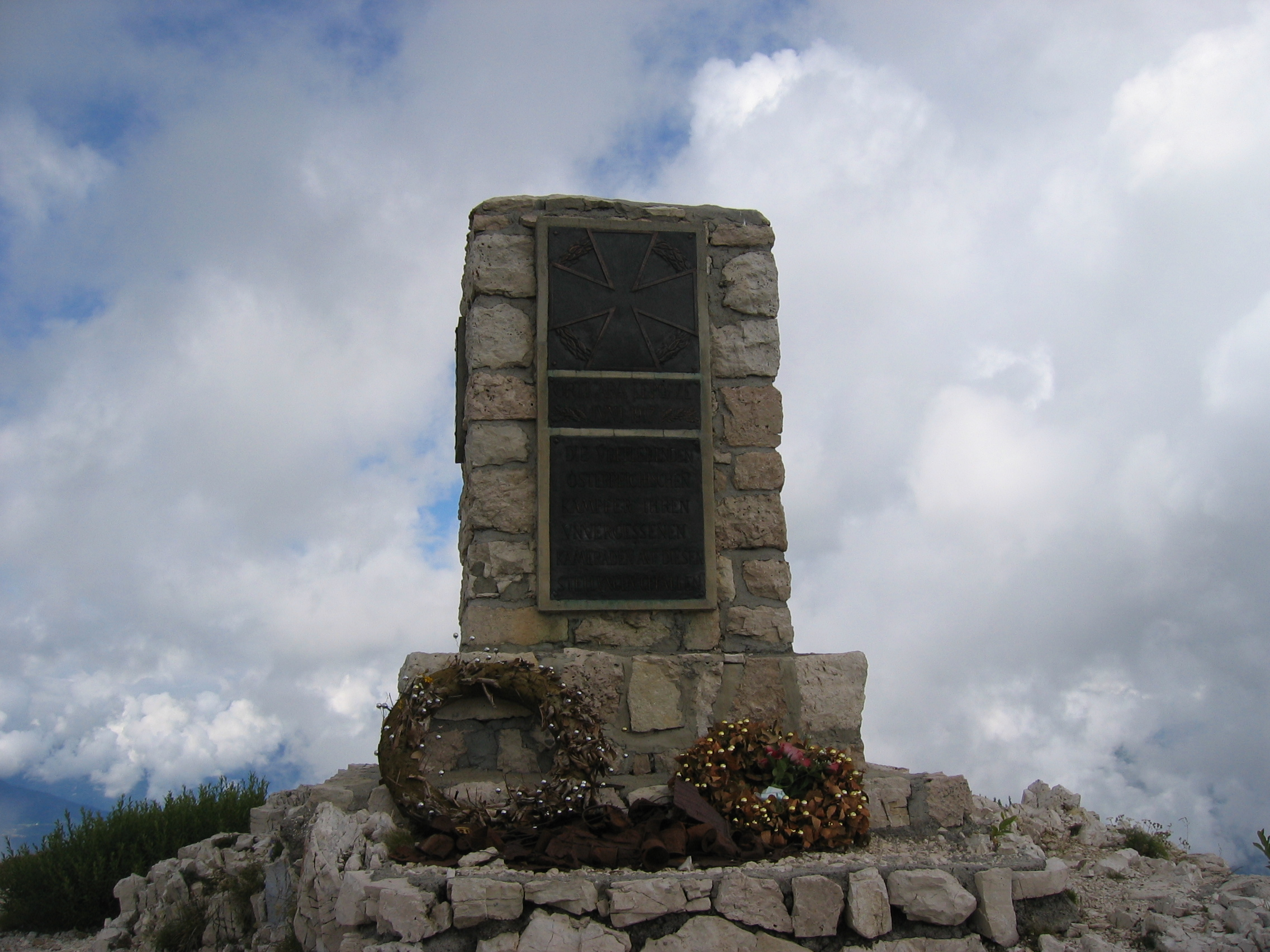
Rakouský památník na vrcholu Monte Ortigara
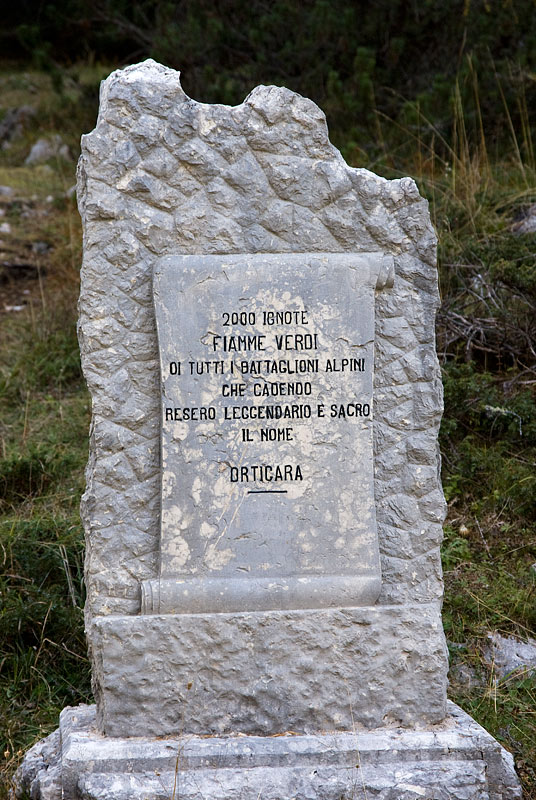
památník u Piazzale Lozze
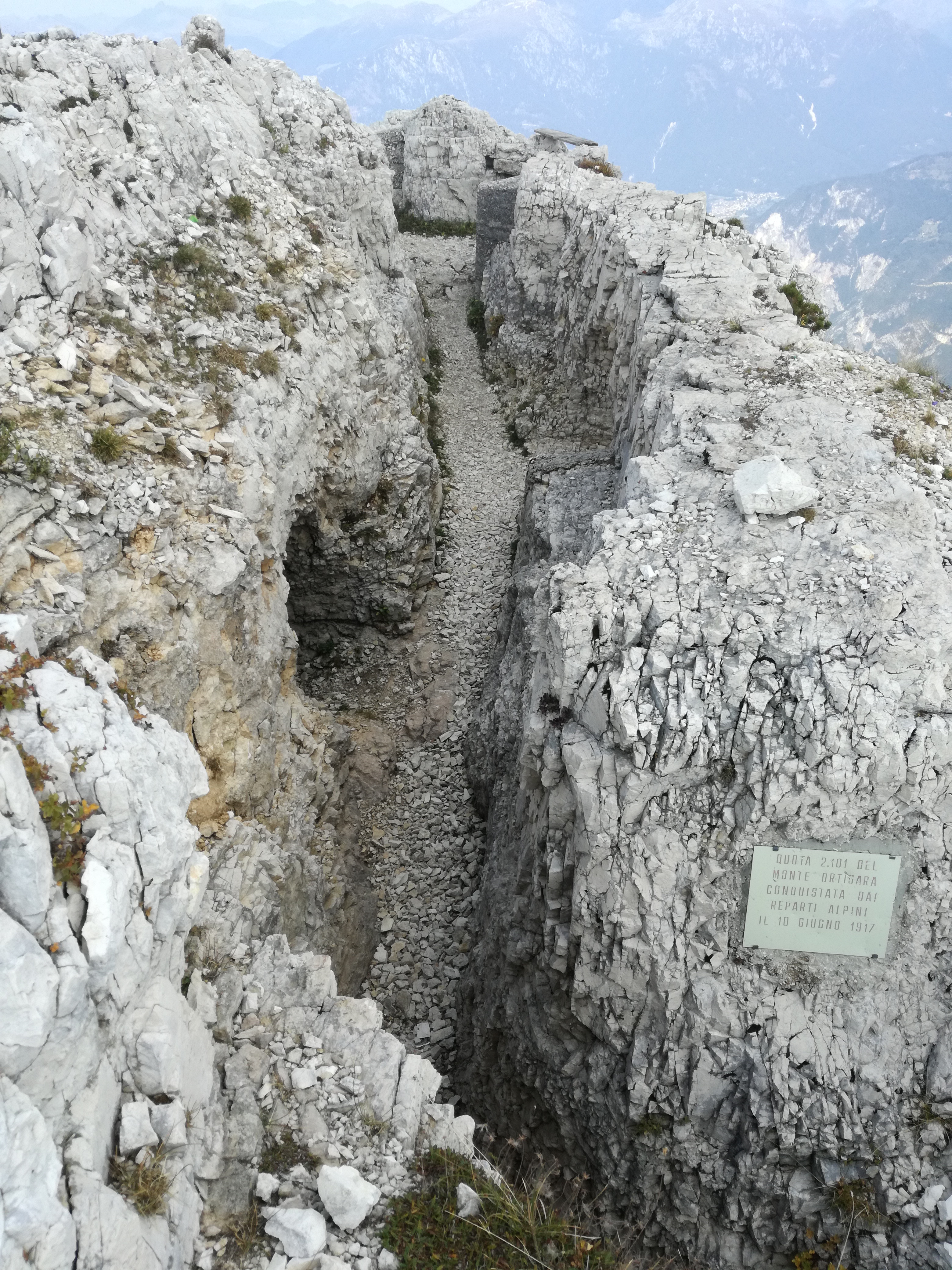
rakousko-uherské zákopy na Monte Ortigara
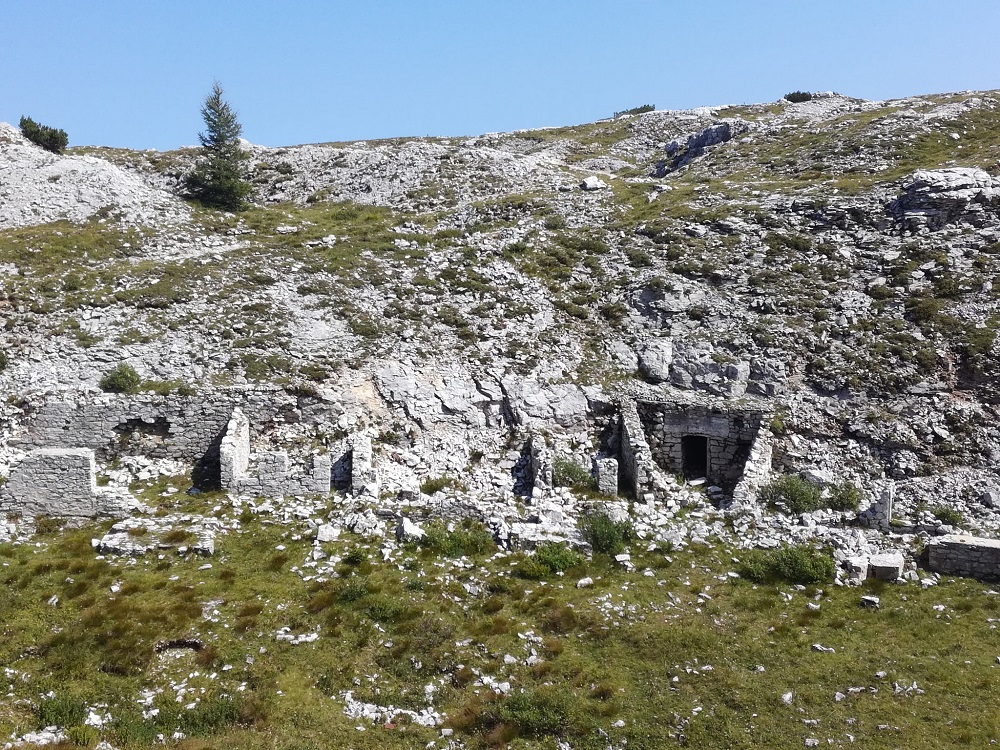
pozůstatky rakousko-uherských opevnění na Monte Ortigara
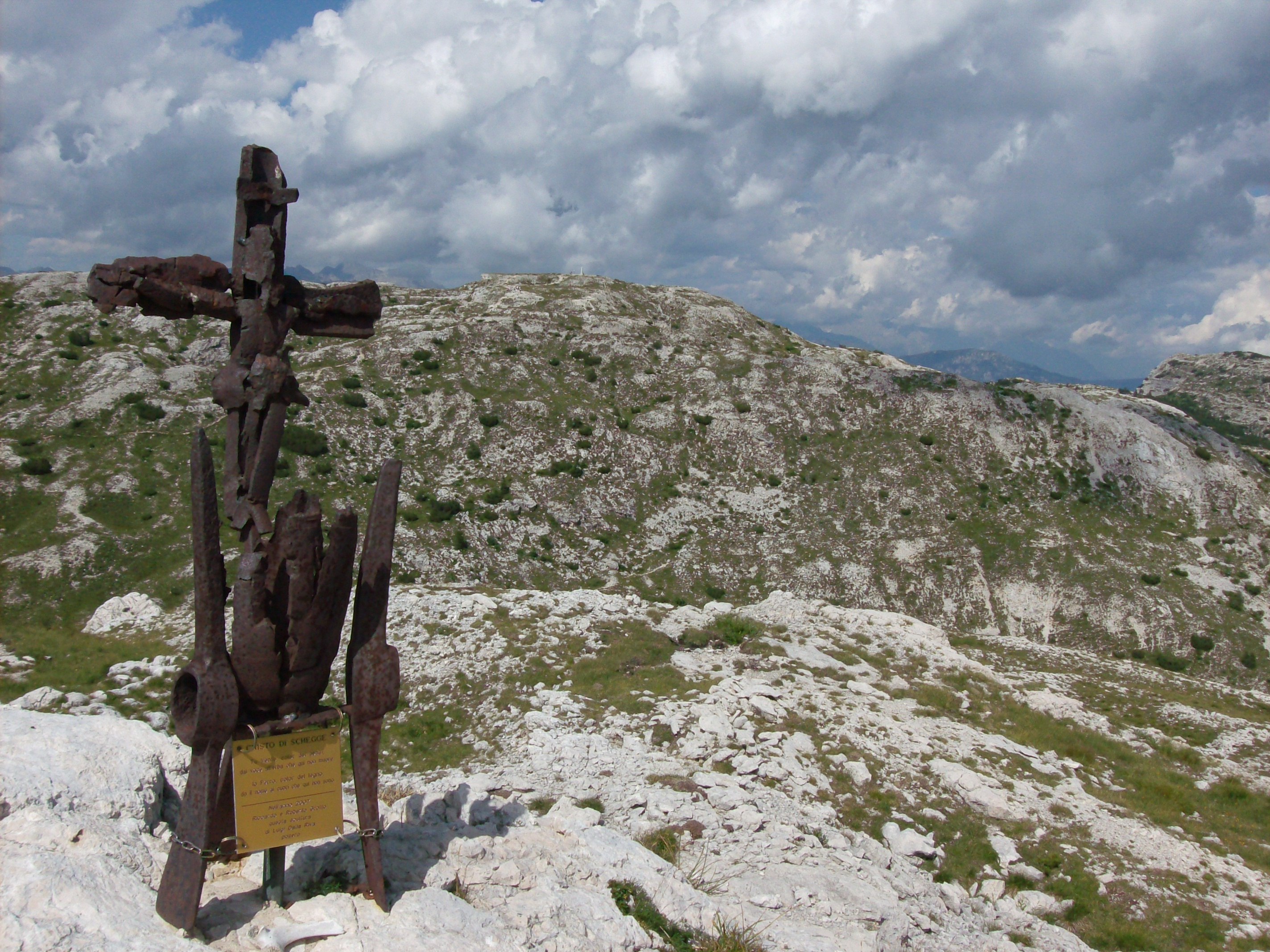
Monte Ortigara - kříž
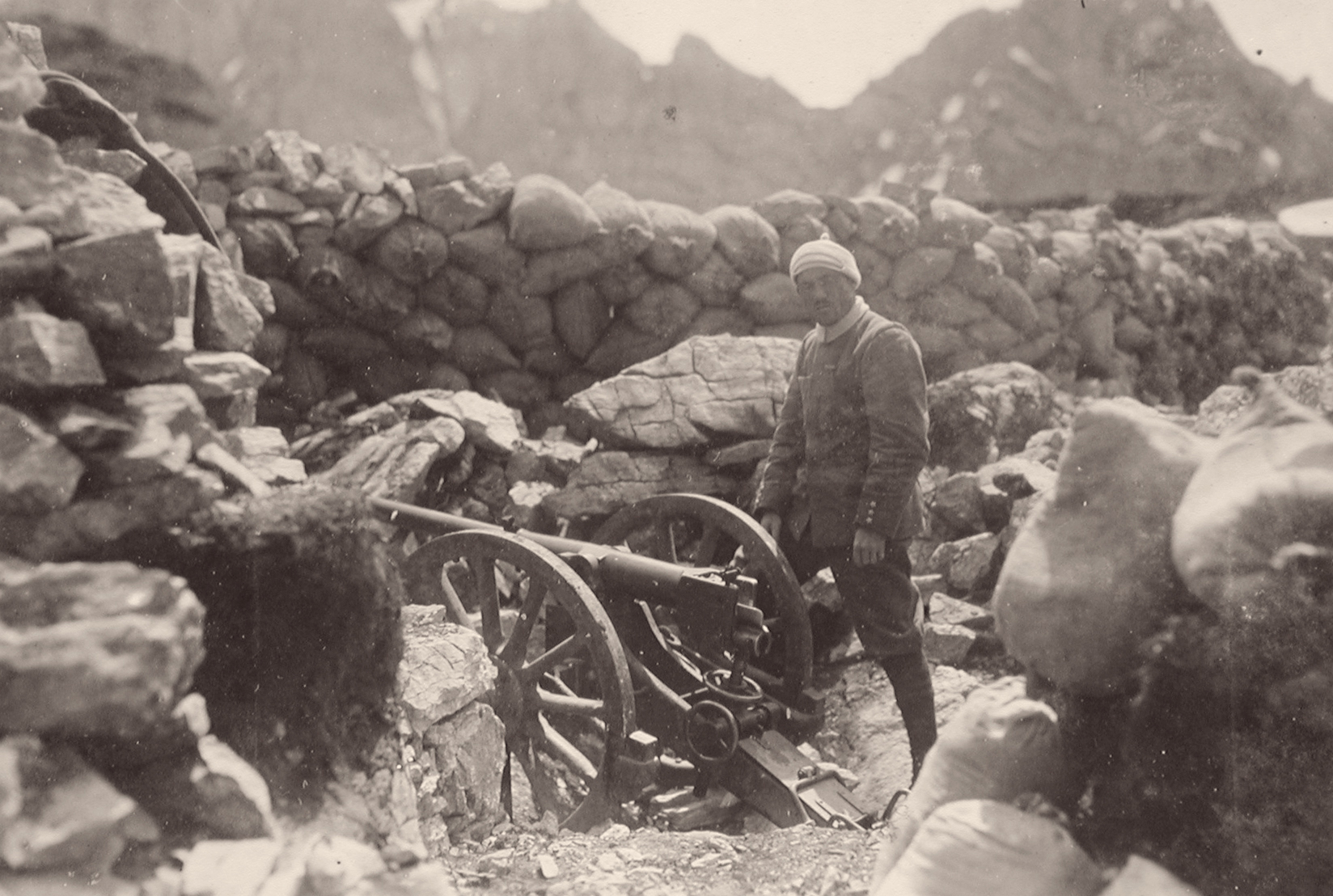
italské dělo u Monte Ortigara